# カリフォルニア・ドールズ
『カリフォルニア・ドールズ』（...All the Marbles）は、1981年公開のアメリカ映画。暴力と駆け引きに満ちた世界を生々しく描くことを持ち味としたロバート・アルドリッチが、女子プロレスをテーマにしたスポーツアクション映画である。アルドリッチの遺作となった。

## あらすじ
ハリー・シアーズは、モリーとアイリスの2人による女子プロレスのタッグチーム、「カリフォルニア・ドールズ」のマネージャーである。各地を転戦している彼らは常に金欠だが、希望は失っていない。しかし、プロモーターに騙されたりするなどして、乏しい持ち金は益々減っていき、3人の間では口論が絶えなくなる。
そんな中、アフリカ系アメリカ人のトレド（オハイオ州）・タイガースとの対戦が組まれる。対戦はカリフォルニア・ドールズが負ける前提で組まれたのだが、タイガースの度重なるラフ・プレーに2人は怒りを爆発させ、勝ってしまう。タイガースは復讐を誓う一方、アイリスとモリーは束の間の勝利に酔い痴れる。しかし、それも長くは続かず、次の仕事としては、泥レスリングを与えられてしまう。
3人は新聞で、ビッグ・マムとスーパースターという2人のレスラーによるワールドカップの試合が予定されており、勝者には25,000ドル、敗者には10,000ドルが与えられるという記事を読む。3人は前座の試合への出場を希望する。何故なら、ネバダ州リノにあるMGMグランド・ホテルでの試合は名前を得る良いチャンスであり、結果に関係無く、更に高収入の試合への道が開かれるからだ。ハリーはプロモーターに電話し、前座で再びトレド・タイガースと対戦することになる。しかし、対戦では惨敗してしまい、有名になる希望は潰えそうになる。アイリスはプロモーターのシスコと一夜を共にすることにより、リノで再度出場する権利を勝ち取る。それは再びトレド・タイガースとの対戦となる。賞金は10,000ドルで、勝者総取り方式である。
場内はカリフォルニア・ドールズへの応援が圧倒的である。試合は派手な殴り合いで始まり、ドールズはクリーンに戦うが、タイガースはラフ・プレーに走る。タイガースはドールズの目を攻撃し、髪を引っ張り、反則であるローブローを繰り返す。そしてシスコに買収されているレフリーはタイガースの反則行為を見ない振りをする。モリーがタイガースの1人を圧倒するが、レフリーはドールズの勝利を宣言することを拒否する。その後、形勢が変わり、ドールズはタイガースの卑劣な攻撃に苦しめられるが、レフリーは見て見ぬ振りをする。怒ったアイリスはレフリーを殴りつけ、それが余りにも激しかったことから、レフリーはシスコに買収をキャンセルするように訴える。試合は場外乱闘となり、タイガースはドールズの失格を狙うが、ドールズは何とかリングに戻る。逆にタイガースは失格となる筈だが、それでもレフリーはドールズへの勝利宣言を拒否する。しかし、観客が大声でレフリーに圧力を掛け、レフリーはドールズの勝利を宣言せざるを得なくなる。

## キャスト
| 役名                                 | 俳優                     | 日本語吹替 |
| 役名                                 | 俳優                     | テレビ朝日版 |
| ------------------------------------ | ------------------------ | --- |
| ハリー・シアーズ                     | ピーター・フォーク       | 穂積隆信 |
| アイリス                             | ヴィッキー・フレデリック | 藤田淑子 |
| モリー                               | ローレン・ランドン       | 小宮和枝 |
| エディ・シスコ                       | バート・ヤング           | 大塚周夫 |
| ビッグ・ジョン・スタンレー           | ジョン・ハンコック       | 内海賢二 |
| ソリー                               | クローデット・ネヴィンズ | 牧野和子 |
| マール                               | チャーリー・デル         | 徳丸完 |
| ビル・ダッドリー（リノのレフェリー） | リチャード・ジャッケル   | 野島昭生 |
| ジェローム（エディの用心棒）         | レニー・モンタナ         | 郷里大輔 |
| クライド・ヤマシト                   | クライド・クサツ         | 野島昭生 |
| ダイアン                             | トレイシー・リード       | |
| ジューン                             | アーサリン・ブライアント | |
| 芸者1                                | ミミ萩原                 | |
| 芸者2                                | ジャンボ堀               | |
| その他                               |                          | 渡部猛 村松康雄 島香裕 キートン山田 片岡富枝 鳳芳野 秋元千賀子 小関一 幹本雄之 竹口安芸子 笹岡繁蔵 大滝進矢 川浪葉子 石井敏郎 菊池英博 杉元直樹 土方結香 |
|                                      |                          | |
| 演出                                 | 演出                     | 左近允洋 |
| 翻訳                                 | 翻訳                     | 山田小夜子 |
| 効果                                 |                          | |
| 調整                                 |                          | |
| 制作                                 | 制作                     | グロービジョン |
| 解説                                 | 解説                     | 淀川長治 |
| 初回放送                             | 初回放送                 | 1984年10月14日 『日曜洋画劇場』 |

## 日本語字幕
金田文夫

## その他
本作の邦題は劇場公開時は「カリフォルニア・ドールス」で、後に発売されたVHSでも「カリフォルニア・ドールス」であった。現在ワーナーから発売中のDVDやネット配信では「カリフォルニア・ドールズ」になっている。